# Dobra (gmina w województwie małopolskim)
Dobra – gmina wiejska w województwie małopolskim, w powiecie limanowskim. W latach 1975–1998 gmina położona była w województwie nowosądeckim.
Siedziba władz gminy to Dobra.
Według danych z 30 czerwca 2004 gminę zamieszkiwało 9337 osób. Natomiast według danych z 31 grudnia 2019 roku gminę zamieszkiwały 9983 osoby.

## Struktura powierzchni
Według danych z roku 2002 gmina Dobra ma obszar 109,05 km², w tym:
- użytki rolne: 46%
- użytki leśne: 47%

Gmina stanowi 11,46% powierzchni powiatu.

## Geografia
Gmina Dobra położona jest w centralnej części powiatu limanowskiego. Znajduje się niemal w całości w Beskidzie Wyspowym, pomiędzy jego najwyższymi szczytami (Mogielica, Ćwiliń, Jasień, Krzystonów, Śnieżnica, Łopień). Północny kraniec leży w obszarze Pogórza Wiśnickiego (Skrzydlna). Główną rzeką jest Łososina, biorąca swe źródła na Jasieniu w Półrzeczkach.  

## Etnografia
Pod względem etnograficznym mieszkańcy gminy zaliczani są do dwóch grup: Górali Zagórzańskich i Lachów. Zagórzanie zasiedlają południowe rejony: Półrzeczki, Wilczyce, Jurków, Chyszówki, Gruszowiec. Lachy Dobrzańskie zamieszkują Dobrą, Porąbkę i Stróżę. Lachy Szczyrzyckie z kolei zamieszkują Przenoszę, Skrzydlną i Wolę Skrzydlańską. Różnice etnograficzne dostrzec można w strojach ludowych, miejscowej gwarze jak i zabudowaniach wiejskich.

## Komunikacja
Główną trasą w gminie jest droga krajowa 28 (odcinek Dobra – Gruszowiec). Ponadto przebiegają tędy drogi powiatowe:1614 K (Słopnice – Chyszówki – Jurków), 1615 K (Mszana Górna – Wilczyce), 1616 K (Mszana Górna – Łostówka – Podłopień), 1620 K (Skrzydlna – Wilkowisko), 1622 K (Dąbie – Szczyrzyc – Dobra), 1922 K (Wiśniowa – Wierzbanowa – Przenosza – Skrzydlna).

## Demografia

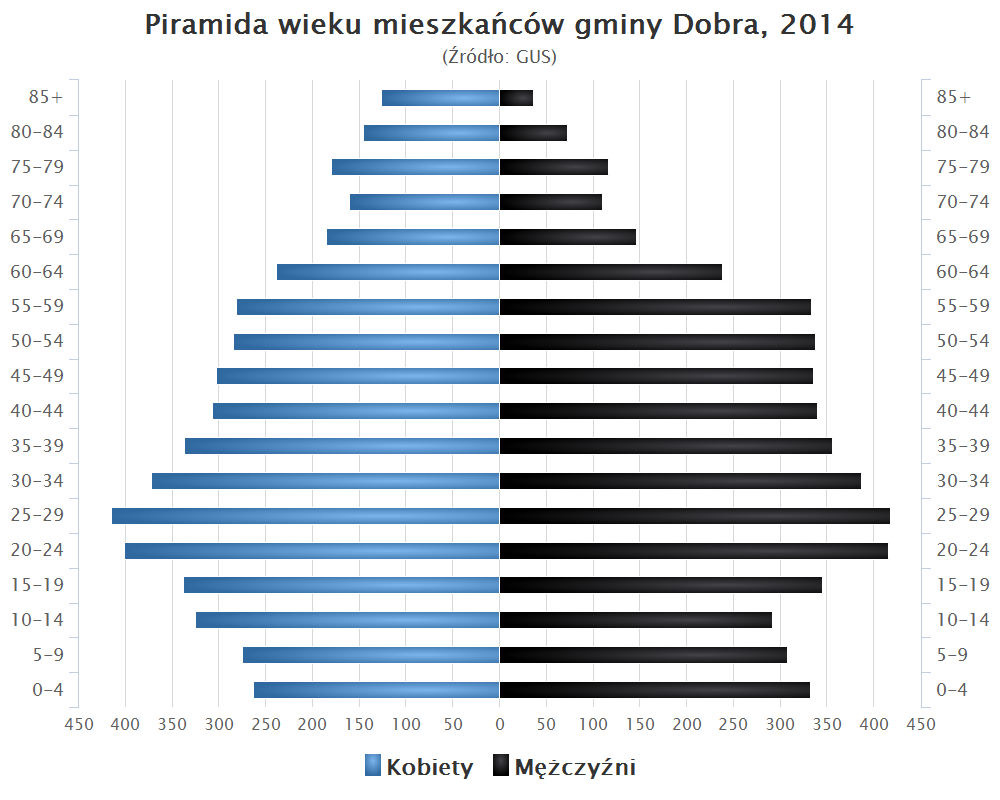
Piramida wieku mieszkańców gminy Dobra w 2014 roku

Dane z 30 czerwca 2004:
| Opis                              | Ogółem | Ogółem | Kobiety | Kobiety | Mężczyźni | Mężczyźni |
| --------------------------------- | ------ | ------ | ------- | ------- | --------- | --------- |
| jednostka                         | osób   | %      | osób    | %       | osób      | %         |
| populacja                         | 9337   | 100    | 4649    | 49,8    | 4688      | 50,2      |
| gęstość zaludnienia (mieszk./km²) | 85,6   | 85,6   | 42,6    | 42,6    | 43        | 43        |

## Religia[9]
- Parafia Matki Bożej Szkaplerznej w Dobrej
  - Sanktuarium Matki Bożej Szkaplerznej w Dobrej
  - Kościół Świętych Apostołów Szymona i Judy Tadeusza w Dobrej
- Parafia Matki Bożej Nieustającej Pomocy w Jurkowie
  - Kościół Matki Bożej Nieustającej Pomocy w Jurkowie
  - Kaplica pw. św. Józefa Robotnika w Chyszówkach
  - Kaplica św. Jana Chrzciciela w Półrzeczkach
  - Kaplica św. Maksymiliana Marii Kolbe w Wilczycach
- Parafia św. Mikołaja Biskupa w Skrzydlnej
  - Kościół św. Mikołaja Biskupa w Skrzydlnej (nowy)
  - Kościół św. Mikołaja Biskupa w Skrzydlnej
- Parafia Najświętszego Serca Pana Jezusa w Stróży
  - Kościół Najświętszego Serca Pana Jezusa w Stróży

## Sołectwa
- Chyszówki
- Dobra (siedziba gminy)
- Gruszowiec
- Jurków
- Porąbka
- Półrzeczki
- Przenosza
- Skrzydlna
- Stróża
- Wilczyce
- Wola Skrzydlańska

## Sąsiednie gminy
Jodłownik, Mszana Dolna, Słopnice, Szczawa, Tymbark, Wiśniowa